# Région de bien-être de Satakunta
La région de bien-être de Satakunta (en finnois : Satakunnan hyvinvointialue) est un organisme public indépendant des municipalités et de l'État chargé des services sociaux, de santé et de secours de Satakunta.
C'est l'une des 23 régions de bien-être de Finlande.

## Municipalités
La région compte 16 municipalités, dont 7 villes.
- Eura
- Eurajoki
- Harjavalta
- Huittinen
- Jämijärvi
- Kankaanpää
- Karvia
- Kokemäki

- Merikarvia
- Nakkila
- Pomarkku
- Pori
- Rauma
- Siikainen
- Säkylä
- Ulvila

## Services
La responsabilité légale de l'organisation des services sociaux et de santé et de secours passera des municipalités à la région de bien-être de Satakunta à partir du 1er janvier 2023.

### Soins de santé
Les municipalités font partie du District hospitalier de Satakunta. 
La région est servie par l'hôpital central de Satakunta, l'hôpital de Rauma et  l'hôpital d'Harjavalta.

### Opérations de secours
En termes d'opérations de secours d'urgence, les municipalités de la région de bien-être de Satakunta dépendent du service de secours de Satakunta.

## Politique et administration
Les élections régionales finlandaises de 2022 ont eu lieu le 23 janvier 2022 afin de désigner pour la première fois les 69 conseillers régionaux élus pour 3 ans pour administrer la région de services du bien-être de Satakunta.
La répartition des voix et des sièges sont les suivantes :
| Parti   | Parti                           | Voix   | %    | Sièges |
| ------- | ------------------------------- | ------ | ---- | ------ |
|         | Parti social-démocrate          | 23 912 | 28,1 | 20     |
|         | Vrais Finlandais                | 11 480 | 13,5 | 9      |
|         | Parti de la coalition nationale | 16 731 | 19,6 | 13     |
|         | Parti du centre                 | 16 616 | 19,5 | 14     |
|         | Ligue verte                     | 3 667  | 4,3  | 3      |
|         | Alliance de gauche              | 8 276  | 9,7  | 6      |
|         | Parti populaire suédois         | 153    | 0,2  | 0      |
|         | Chrétiens-démocrates            | 2 276  | 2,7  | 3      |
|         | Mouvement maintenant            | 417    | 0,5  | 0      |
|         | Le pouvoir appartient au peuple | 1 361  | 1,6  | 1      |
| Sources |                                 |        |      |        |